# محمد بن أحمد المنجوي
هو السلطان الأكحل محمد بن أحمد المنجوي وإليه ينسب المنجويون (المنجويين) حكام ظفار في القرن السادس الهجري.

## نبذة عن أهل ظفار
أسلم أهل ظفار طوعاً في عهد النبي محمد، وقدم وفد ظفار والشحر بزعامة زهير بن قرضم المهري وارتبطت بدول الخلافة الإسلامية، وفي القرن السادس الهجري حكم ظفار المنجويون ومنهم السلطان الأكحل محمد بن أحمد المنجوي، وفي القرن السابع الهجري حكم الحبوظيون ظفار ومنهم سالم بن إدريس الحبوظي الذي غزا حضرموت واستولى على بعض مدنها وانتهى حكمه على يد الدولة الرسولية سنة 678 هـ، وفي عهد الرسوليين زار ظفار الرحالة ابن بطوطة والرحالة الإيطالي ماركو بولو في القرن الثامن الهجري/ الرابع عشر الميلادي، وفي القرن السادس عشر الميلادي استولت الدولة الكثيرية علي ظفار لكنها خضعت لحكم الدولة القاسمية اليمنية في السابع عشر الميلادي، وفي القرن التاسع عشر خضعت ظفار إلى دولة البوسعيد تحت حكم السيد سعيد بن سلطان.

## من هم المنجويين؟
اختلفت المصادر التاريخية في تحديد أصل المنجويين وهويتهم التاريخية، فإبن المجاور - ت 690هـ - ذكر في تاريخ المستبصر أن مرباط كانت مرابط خيل الفرس من أهل سيراف وآخر من تولى بها منهم أولاد منجو، أما القاضي بهاء الدين الجندي - ت 732هـ - يذكر في كتاب السلوك في طبقات العلماء والملوك أن آل منجوه من قوم يقال لهم آل بُلُخ وأصلهم من مذحج ، وكذلك يقول الكثيري في دلائل الاخبار في خصائص ظفار، وينسبهم المؤرخ الحضرمي محمد عوض باحنَّان إلى بني حارثة من كندة في كتابه جواهر تاريخ الأحقاف، ولعلهم قدموا من مدينة سيراف بالبَّر الفارسي أو من مدينة بلخ كما خمَّن صمويل مايلز في كتاب الخليج بلدانه وقبائله وينحدرون من أصول مذحجية أو كندية.
بينما يعتقد سكان محافظة ظفار جنوب سلطنه عمان انهم ينتمون لقبيلة المنجوي الشحرية الذين هم يعتبرون السكان الأصليين لولايه مرباط التي كانت هي عاصمه الدولة المنجوية.